# FSC Żuk
Żuk (Pools: Kever) is de typeaanduiding van verschillende kleine vrachtwagens, die van 24 juni 1959 tot 13 februari 1998 door de Poolse autofabrikant Fabryka Samochodów Ciężarowych (FSC) in Lublin geproduceerd werden. De FSC Żuk was in wezen gebaseerd op de Warszawa M20, net als de bestelwagen ZSD Nysa. Door de gemeenschappelijk gebruikte basis konden de auto's goedkoop geproduceerd worden en waren ze geliefd in Polen.

## Geschiedenis
Der Żuk was gebaseerd op een versterkt onderstel van de Warszawa M20. Als eerste opbouw was de pick-up verkrijgbaar, die aanvankelijk een losse stalen laadbak had. Het laadvermogen was ongeveer 0,9 ton. De auto's beschikten over een aanzienlijke bodemvrijheid maar daardoor ook een hoog zwaartepunt. Nadelig waren verder de minderwaardige afwerking, onder andere bij de voorwielophanging, en de korte wielbasis.
De aandrijving werd eveneens van de Warszawa M20 overgenomen: een viercilinder benzine-kopklepmotor. Met 54 en later 70 pk was de Żuk voor een kleine vrachtwagen uit die tijd naar verhouding bovengemiddeld gemotoriseerd. Het brandstofverbruik was echter ook zeer hoog, als praktijkverbruik van de 54 pk-motor werd 15-19 l/100 km opgegeven. De topsnelheid van de A 03, een van de eerste modellen, was 90 km/u. In latere jaren werd gekozen voor een viercilinder dieselmotor met 2417 cc cilinderinhoud, die bij een lager brandstofverbruik hetzelfde vermogen leverde. De interne benaming van deze door de WSW-motorenfabriek Andoria geleverde motor luidde 4C90.
Met de hernieuwde samenwerking tussen Fiat en twee Poolse autofabrikanten (zie ook Polski Fiat en FSO) werden ook onderdelen van de Polski Fiat 125p gebruikt. Gesprekken met General Motors in het jaar 1976, met het doel een nieuwe auto ter vervanging van de verouderde modellen in licentie te bouwen, liepen op niets uit. Latere auto's vanaf 1977 hadden daarom alleen een grotere cabine voor zes personen en een kleinere laadruimte en werden voor de Poolse markt tot het einde van de onderneming ongewijzigd geproduceerd.
Na de val van het communisme kon de onderneming zich niet handhaven tegen de grote buitenlandse concurrentie. Het concept om goedkoop eenvoudige auto's op een standaard basis te bouwen werd door de markt niet meer geaccepteerd. Tot het einde van de onderneming in het voorjaar van 2007 bouwde FSC in het kader van een joint venture en andere samenwerkingsverbanden eigen auto's en meerdere modellen van andere fabrikanten. De FSC Lublin kan gezien worden als opvolger van de Żuk.

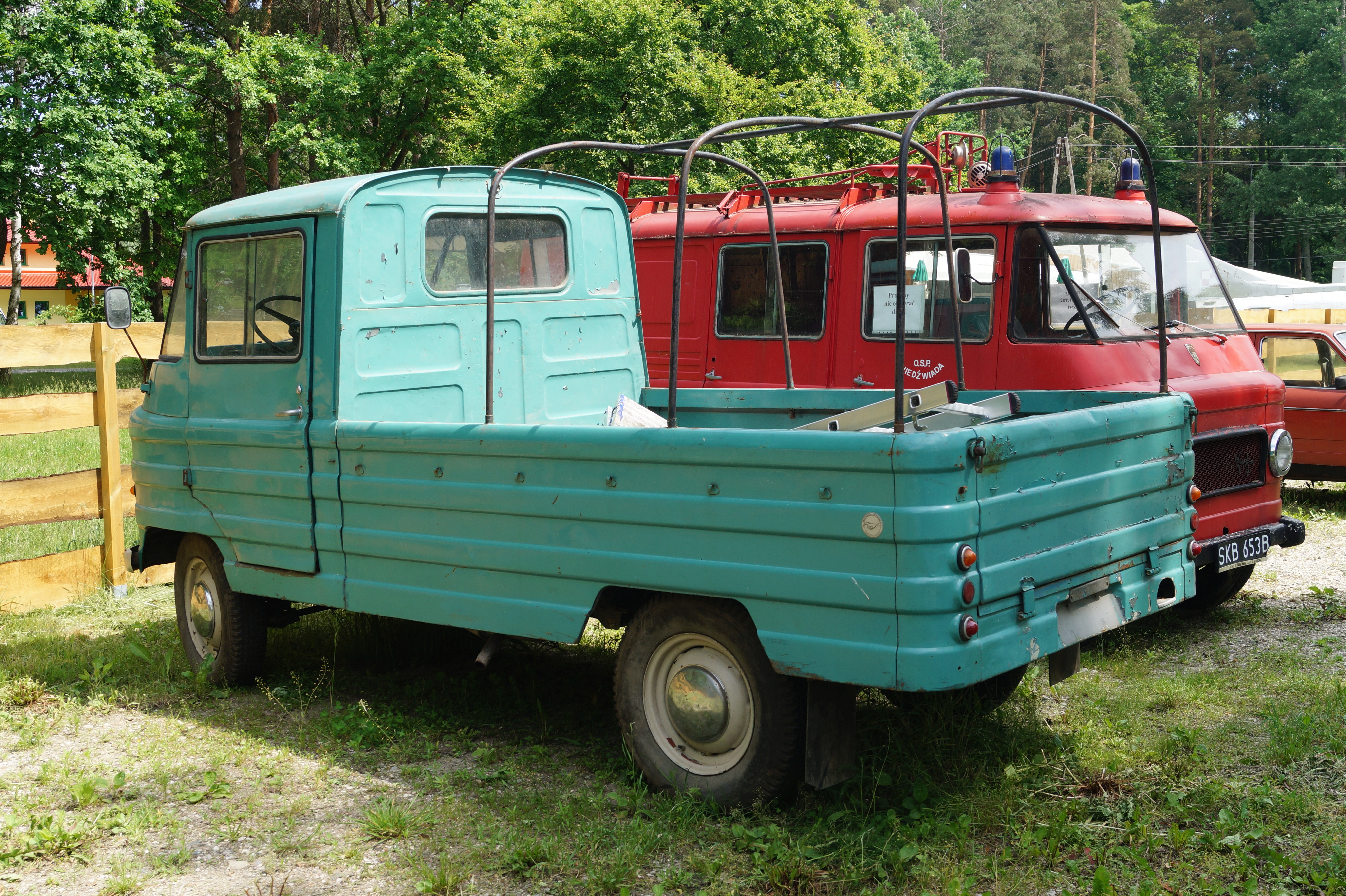
FSC Żuk A 03
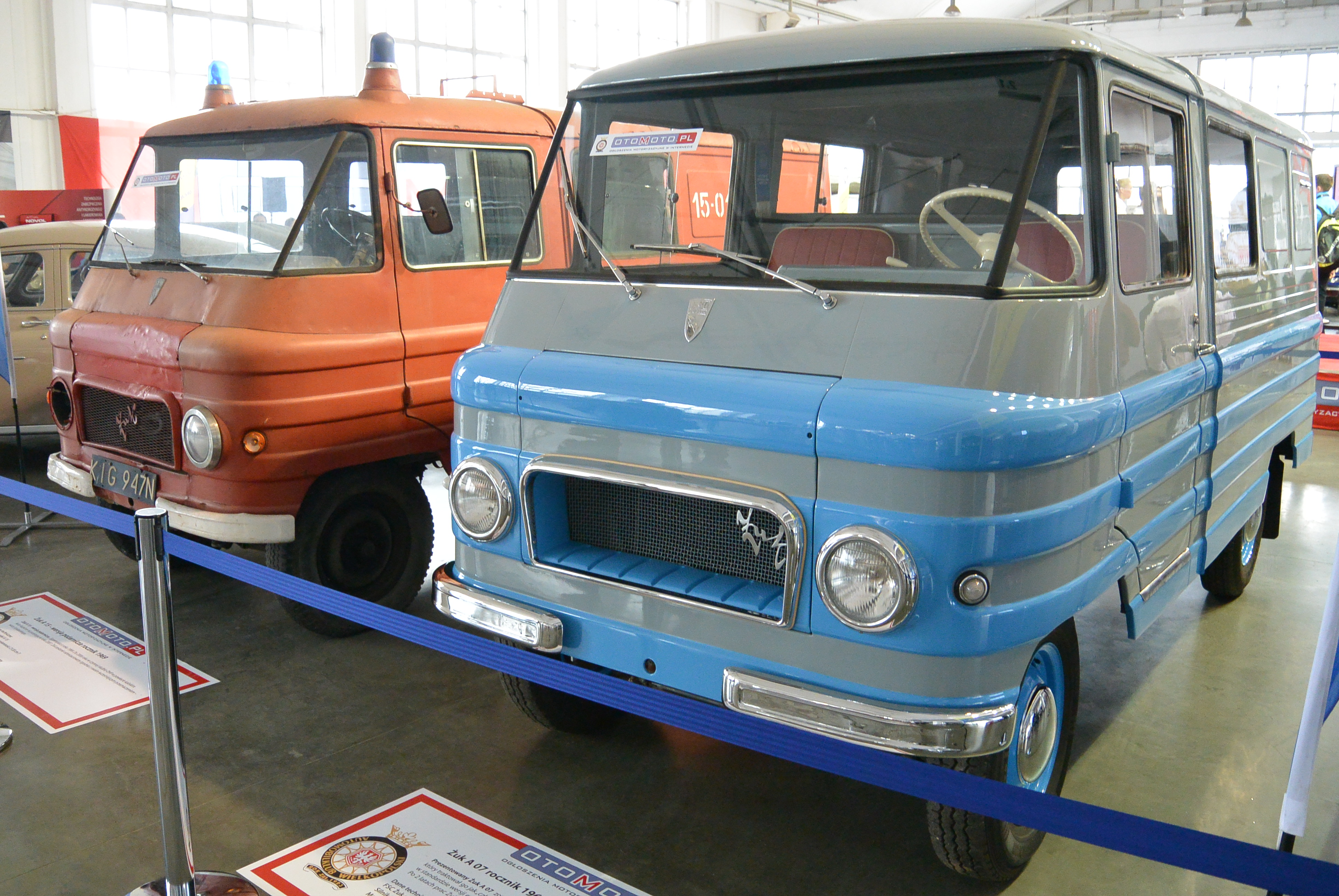
FSC Żuk A 07
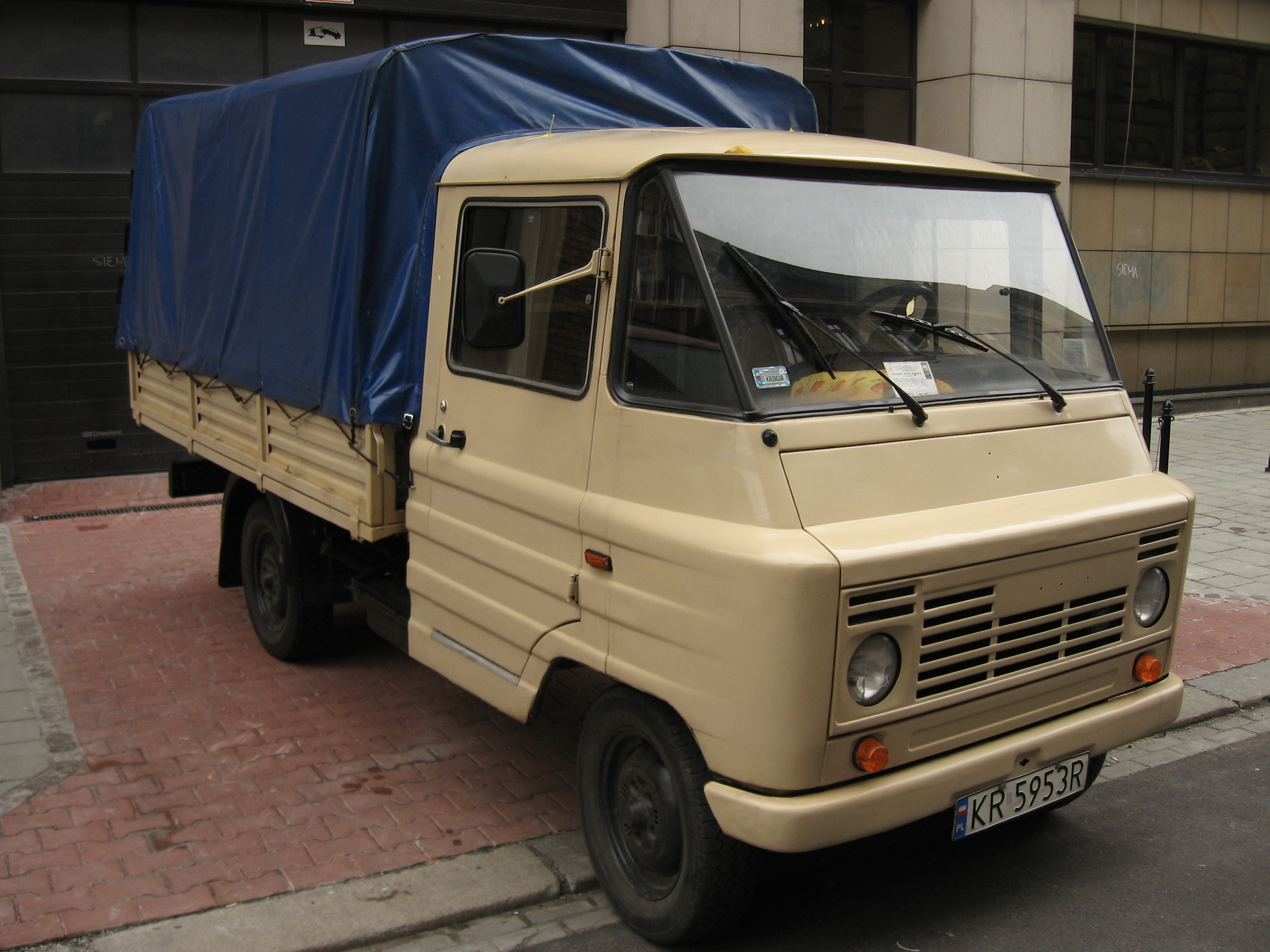
FSC Żuk A 11B